# أرتشي بارنز
أرتشي بارنز (بالإنجليزية: Archie Barnes؛ مواليد 2006) هو مُمثل إنجليزي. بدأ مسيرته المهنية كممثل طفل. من أفلامه الحفرة. على شاشة التلفزيون، اشتهر بدوره كأوسكار تلي في مسلسل آل التنين (2024–).

## وصلات خارجية
- أرتشي بارنز على موقع IMDb (الإنجليزية)
- أرتشي بارنز على موقع قاعدة بيانات الفيلم (الإنجليزية)